# Problema anglófono de Camerún

El antiguo Camerún Meridional Británico (en color azul) hoy está incorporado a Camerún, de mayoría francófona (en color gris) como su región Noroeste y región Sudoeste.

El problema anglófono, tal como se suele llamar en Camerún, es una cuestión de naturaleza social y política que parte de la coexistencia en un mismo país de legados coloniales muy distintos (el alemán y británico, por una parte, y el francés, por otra). Esta cuestión suele poner frente al resto de cameruneses principalmente a muchos habitantes de las regiones del noroeste y sudoeste del país, que suelen considerarse a sí mismos anglófonos. Esto parte del hecho de que ambas regiones estuvieron bajo control británico como mandato de la Sociedad de Naciones y luego como fideicomiso de la ONU respectivamente. A la vez que muchos habitantes del noroeste y sudoeste consideran que existe un problema anglófono, otros, por su parte, son ajenos a este sentimiento. De hecho, el término «anglófono» suscita mucha polémica actualmente, ya que muchos cameruneses de regiones colonizadas por Francia se autoperciben como anglófonos al ser ellos mismos o bien bilingües o bien monolingües en inglés, habiendo sido formados la mayoría de ellos en el subsistema educativo camerunés anglófono. 
Se atribuye el origen del problema anglófono a la Conferencia Constituyente de Foumban (1961), que reunió en un único estado dos territorios con legados coloniales distintos. El problema anglófono tiene cada vez mayor predominio sobre la agenda política de Camerún. Dicho problema ha inspirado actos (marchas de protesta, huelgas) y encendidas polémicas que reclaman la instauración del federalismo o directamente la secesión de los anglófonos. La incapacidad por parte del país de abordar el problema anglófono pone en peligro el proyecto nacional camerunés de unificar a ambas comunidades.

## Antecedentes del problema anglófono (Camerún del Sur)

### Colonialismos europeos

Tránsito de los territorios coloniales europeos al actual Camerún independiente. Obsérvense el Kamerun Alemán en color sepia, los Camerunes Británicos (Septentrional y Meridional) en color rojo y el Camerún Francés en color azul marino.

Las raíces del problema anglófono se remontarían a la Primera Guerra Mundial, donde Camerún aún era conocido como el Kamerun Alemán. La influencia alemana en el Camerún se inicia en 1845 cuando Alfred Saker, miembro de la Sociedad Misionera Bautista, funda una estación misionera. Comerciantes alemanes implantan en 1860 una factoría de la compañía Woermann. El 5 de julio de 1884 las tribus locales concedieron a la compañía Woermann los derechos para hacerse con el control del río Kamerun, propiciando así la posterior colonización alemana de Camerún. En 1916, durante la Primera Guerra Mundial, Francia e Inglaterra se coaligaron para atacar y hacerse con el Kamerun Alemán. Posteriormente el Tratado de Versalles castigaría a una derrotada Alemania concediendo sendos mandatos a ingleses y franceses sobre su hasta entonces protectorado camerunés. La mayor parte del Kamerun Alemán fue entregada a Francia (más de 432.000 km cuadrados). A los británicos se les dio el Camerún Septentrional (unos 45.000 km cuadrados) y el Camerún Meridional (unos 43.000 km cuadrados). Sendas potencias permearon la vida de sus colonias a través de las culturas y la lenguas europeas que les eran particulares, convirtiendo a dichas colonias en francófonas y anglófonas respectivamente. La gran disparidad existente entre la extensión territorial entregada a Francia y la entregada a Inglaterra determinan que en la actualidad el Camerún tenga una gran mayoría demográfica francófona y una minoría anglófona que, con todo, supone un 20% de la población camerunesa.

### Hacia la independencia
Después de la Segunda Guerra Mundial se extiende por África un furor independentista. Las Naciones Unidas obligan a Francia y Reino Unido a renunciar a sus colonias y encaminarlas hacia la independencia. A los cameruneses del sur (británicos) se les presentaban tres alternativas. Podían convertirse en un país independiente, unirse a Nigeria o unirse al Camerún Francés (República de Camerún). La opción más deseada fue la independencia, mientras que la menos popular fue su unión con el Camerún Francés. Sin embargo, durante el referéndum para la independencia del Camerún Británico (1961), los británicos sostuvieron que el Camerún Meridional no tenía viabilidad económica suficiente como para autosostenerse como país independiente y que su supervivencia dependía de que se uniese a Nigeria o a la República del Camerún (francófona). Aunque los documentos sobre los territorios que la ONU define como «Territorios no Autónomos» indican claramente que «la integración debe ser el resultado de la voluntad libremente expresada de los habitantes del territorio» las Naciones Unidas rechazaron la petición de los sudcameruneses de poder someter la independencia a referéndum.  Las preguntas del referéndum finalmente fueron:
1. ¿Desea usted obtener la independencia uniéndose al estado independiente de la Federación de Nigeria?
2. ¿Desea usted obtener la independencia uniéndose al estado independiente de la República de Camerún?

Los documentos de las Naciones Unidas definieron la base de la integración en los siguientes términos: «La integración con un estado independiente debe realizarse sobre la base de la completa equidad entre los pueblos del antiguo Territorio No Autónomo y los del país independiente al cual se integra. Los pueblos de ambos territorios deben tener igual estatus y derechos de ciudadanía... en todos los niveles de los órganos de gobierno ejecutivo, legislativo y judicial». Con estas expectativas en mente, los norcameruneses votaron a favor de incorporarse a Nigeria mientras que los sudcameruneses votaron por unirse a la francófona República de Camerún.

### Conferencia de Foumban (17-21 de julio de 1961)
El objetivo de la Conferencia Constituyente de Foumban era la creación de una constitución para el nuevo estado federal del Camerún Meridional (exbritánico) y la República del Camerún (exfrancés). A la conferencia acudieron representantes de la República del Camerún, incluido Amadou Ahidjo, su presidente, así como enviados del Camerún Meridional. Dos semanas antes de la Conferencia se tuvo noticia de que más de un centenar de personas fueron asesinadas por terroristas en Loum, Bafang, Ndom y Duala. La noticia suscitó preocupación entre los defensores de la unificación con el Camerún francés. Se había elegido cuidadosamente la localidad de Foumban para dar la apariencia de que Ahidjo lo tenía todo bajo control. El Sr. Mbile, uno de los representantes de la parte sudcamerunesa señaló lo siguiente: «libre de toda la violencia que había preocupado a los sudcameruneses, las autoridades francófonas habían elegido deliberadamente el lugar para la ocasión. Todo el pueblo había sido sometido a una limpieza concienzuda y las casas estaban recién encaladas. La comida era buena y el recibimiento fue espléndido. La atmósfera de Foumban, genuina o simulada, nos convenció sobradamente de que a pesar de las noticias perturbadoras que conocíamos, al menos podía existir este remanso de paz al este del río Mungo».
Antes de la Conferencia de Foumban, todos los partidos sudcameruneses, los Consejos de Autoridades Nativas y los líderes tradicionales acudieron a la Conferencia de Bamenda. En dicha conferencia se decidió la posición común que habría de mantenerse en las negociaciones con los francófonos de la República del Camerún. Entre los muchos puntos acordados, destacó el de una federación no centralizada donde hubiera una distinción clara entre las competencias de los estados federados y las competencias de la federación. La mayor parte de las propuestas de la Conferencia de Bamenda fueron ignoradas por Ahidjo. Entre dichas propuestas se encontraba la formación de una legislatura bicameral y la descentralización del poder, pero acabó implantándose una legislatura unicameral y un sistema de poder centralizado.
En la Conferencia de Foumban los enviados de Ahidjo se presentaron con el borrador de una constitución. Hacia el final de la Conferencia no se había alcanzado a crear una constitución totalmente nueva entre las dos delegaciones, sino que las contribuciones de los delegados sudcameruneses solo se incorporaron como sugerencias al borrador constitucional que ya les había sido presentado al comienzo. John Ngu Foncha y Ahidjo quisieron que la Conferencia fuese un breve trámite, sin embargo los delegados finalizaron los tres días que había durado ésta con la idea de que seguirían otras conferencias para continuar perfilando la Constitución. Mbile diría posteriormente: «hubiéramos hecho más si hubiésemos pasado cinco meses en vez de cinco días escribiendo la Constitución en Foumban». La Constitución de la nueva República Federal recibió en Yaundé la aprobación de Ahidjo y Foncha, en representación de las partes, en agosto de 1961, quedando pendiente su aprobación por las asambleas legislativas de cada uno de los dos estados. Al final la asamblea legislativa de Camerún Occidental no llegó nunca a ratificar la Constitución. De cualquier modo, el 1 de octubre de 1961, empieza su andadura la República del Camerún.
El 6 de mayo de 1972, Ahidjo anuncia su decisión de convertir la República Federal en un estado unitario si dicha idea resultaba aprobada en un referéndum. Dicha intención violaba los artículos del documento de Foumban que dicen textualmente: «cualquier propuesta de revisión de la presente Constitución que merme la unidad e integridad de la Federación será inadmisible» y asimismo «las propuestas de revisión se adoptarán por mayoría simple de los miembros de la Asamblea Federal, siempre y cuando dicha mayoría incluya a una mayoría de los representantes... de cada uno de los Estados Federados»... no mediante referéndum. Estas contravenciones del documento fundacional posibilitaron la aprobación del referéndum que convirtió a la República Federal de Camerún en la República Unida de Camerún. Teniendo en cuenta estos antecedentes, queda en evidencia que la intención de las autoridades francófonas podría no haber sido la de formar una federación sino directamente la de anexarse el Camerún Meridional en vez de tratarlo en pie de igualdad. En 1984, el sucesor de Ahidjo, Paul Biya, cambió el nombre de «República Unida de Camerún» por el de «República de Camerún», el mismo nombre que había tenido el Camerún francófono antes de iniciarse las conversaciones para fundar la federación. La Constitución de 1996 terminó de eliminar cualquier referencia a la existencia de un territorio llamado Camerún Meridional Británico (British Southern Cameroons) que contaba con un «gobierno autónomo en funcionamiento y fronteras internacionales reconocidas».

## El problema anglófono
Las autoridades francófonas del gobierno camerunés suelen no reconocer el problema anglófono o negar su existencia, a veces de forma expeditiva cuando algún actor institucional contradice el discurso oficial al respecto, como en el caso del veto gubernamental a las actividades de la ONG International Crisis Group (ICG) tras haber emitido esta un informe sobre el conflicto en las zonas anglófonas. Pese a ello existe malestar entre los anglófonos de todas las edades por el trato que se les dispensa. Dicho malestar se exterioriza mediante la adhesión a un discurso profederal o prosecesionista y el apoyo a movimientos que van ganando fuerza. .Entre aquellas que es hondamente sentido por la comunidad anglófona se encuentra la pérdida de los antiguos Camerunes (británicos) como «comunidad diferenciada marcada por su lengua oficial distinta y por un legado de tradiciones coloniales diferentes en la educación, el derecho y la administración pública». El 22 de diciembre de 2016, en una carta a Paul Biya, Presidente de Camerún, los Arzobispos Anglófonos del Camerún Meridional se refirieron al problema anglófono en los siguientes términos:
1. La incapacidad de los distintos gobiernos de Camerún desde 1961 en adelante para respetar y poner en práctica los artículos de la Constitución que defienden y salvaguardan lo que el Camerún Meridional Británico llevó consigo a la Unión en 1961.
2. La indisimulada desconsideración hacia la Constitución que se demostró en 1966 al ser disueltos todos los partidos políticos para dar lugar a un partido único, la destitución de Jua y el nombramiento de Muna en 1968 como primer ministro del Camerún Occidental. Estos actos son considerados inconstitucionales y antidemocráticos por los cameruneses occidentales.
3. La liviandad con la que se gestionó el referéndum de 1972 que eliminó el elemento fundacional (federalismo) de la Constitución de 1961.
4. La ley que en 1984 enmendó la Constitución para dar a todo el país el nombre que originalmente tuvo el Camerún Oriental (La República de Camerún), eliminando así de la Unión original la identidad de los cameruneses occidentales..
5. La erosión deliberada y sistemática de la identidad cultural del Camerún Occidental que la Constitución de 1961 buscó preservar y proteger poniendo los cimientos de una federación bicultural.

### Secesionismo
Existen movimientos que defienden la idea de separar el Camerún anglófono del francófono. Entre ellos se distinguen Cameroon Action Group (Grupo de Acción Camerunés), Southern Cameroons Youth League (Sociedad Juvenil del Camerún Meridional), Southern Cameroons National Council (Consejo Nacional del Camerún Meridional), Southern Cameroon Peoples Organization (Organización de los Pueblos del Camerún Meridional) y el Ambazonia Movement (Movimiento Ambazonia).

### Federativismo
Los que defienden una solución Federal proponen volver a la Constitución acordada en 1961 en la Conferencia de Foumban, la cual reconoce la historia y cultura de las dos regiones, a la vez que concede en mismo poder a ambas. El Camerún francófono, demográficamente mayoritario, había desmantelado dicha Federación el 20 de mayo de 1972, extendiendo los poderes ejecutivos de su propio territorio para abarcar también al Camerún Occidental. Entre los defensores del federalismo se encuentra el muy importante Consorcio de los líderes de tres sindicatos sectoriales cameruneses, a saber, el de abogados, docentes y transportistas. Entre los federalistas se cuentan también cameruneses de la diáspora, encabezados por el Grupo de Acción Anglófono (AAG, por sus siglas en inglés), muy bien organizado y con sede en Estados Unidos. El AAG fue una de las primeras organizaciones de la diáspora en aceptar al Consorcio como alternativa pacífica a la consecución de un regreso a sistema federado anterior a 1972. Entre las organizaciones contrarias al federalismo se encuentra el partido gobernante: Movimiento Democrático del Pueblo Camerunés.

### Unitarismo
Los unitaristas no son favorables al retorno a la Federación o a la Secesión, sino que prefieren un estado unitario aunque descentralizado, a diferencia de la actual situación en la que el gobierno concentra todo el poder. Ello viola los principios de la Constitución de 1996 ya que la descentralización aún es una materia pendiente.

## Hacia la representación política
En marzo de 1990 se funda el Frente Socialdemócrata de Camerún (SDF por sus siglas en inglés) liderado por John Fru Ndi al percibirse la alienación hacia la comunidad anglófona de forma generalizada. El SDF fue el primer gran partido de oposición al Movimiento Democrático del Pueblo Camerunés, partido del presidente Paul Biya.

## Síntomas de descontento entre los anglófonos
A continuación se mencionan distintas situaciones en las que los anglófonos se consideran marginados por parte del gobierno. 
- Las Pruebas Nacionales de Acceso a los centros de capacitación de recursos humanos del país las define el Subsistema de Educación Francófono. Esto dificulta que anglófonos y francófonos puedan competir en igualdad de condiciones. Los miembros del organismo examinador son todos francófonos, lo cual conlleva un sesgo en contra de los candidatos anglófonos.
- Existen cinco ministros con competencias en Educación. Ninguno de ellos es anglófono.
- De los 36 ministros que defendieron los presupuestos el mes pasado, solamente uno era anglófono.
- Según la Constitución de 1961, el vicepresidente protocolariamente ocupaba el segundo lugar en importancia dentro del Estado. Hoy el primer ministro (actualmente anglófono) es el cuarto cargo en importancia protocolaria después del Presidente del Senado y el presidente de la Asamblea Nacional.

### Prioridad de la lengua francesa sobre el inglés
- Los organismos del Estado publican documentos y comunicados en francés sin la traducción de los mismos al inglés.
- Las Pruebas Nacionales de Acceso a ciertos centros de formación se realizan únicamente en francés, a veces incluso en regiones anglófonas.
- La mayoría de personas que están a cargo de oficinas de la Administración solo hablan francés, incluso en regiones anglófonas. Por tanto se espera que todos aquellos que visiten las oficinas de la Administración hablen en francés.
- La mayor parte de directivos y miembros de las fuerzas del orden son francófonos en las regiones Noroccidental y Sudoccidental y no hacen ningún esfuerzo por demostrar comprensión alguna de la cultura anglófona.
- Los miembros de los equipos de inspección, de las misiones y los facilitadores de los seminarios enviados al Camerún Meridional desde Yaundé por los ministerios son mayoritariamente francófonos y se espera que su público objetivo, que es anglófono, los entienda.
- La mayor parte de los tribunales militares de las regiones noroccidental y sudoccidental funcionan en francés.
- Los documentos económicos como las normativas COBAC (Comisión Bancaria del África Central), CIMA (Conferencia Interafricana de los Mercados de Seguros) y OHADA (Organización para la Armonización en África del Derecho Mercantil) se encuentran en francés.
- Los magistrados de las regiones correspondientes al Camerún Meridional son abrumadoramente francófonos. Además otros cargos nombrados por el gobierno como los prefectos, subprefectos, comisionados y comandantes son abrumadoramente francófonos. Hay directores francófonos en escuelas anglófonas, mientras que los hospitales, bancos y compañías de telefonía móvil son predominantemente francófonos.

## Reacción de los anglófonos

### Movilizaciones y huelgas

#### Huelga de abogados
Cameruneses francófonos y formados a la francesa, los cuales desconocen el sistema educativo anglófono o el Derecho Anglosajón (English Common Law) se están haciendo rápidamente con el control de las instituciones educativas y legales anglófonas. A raíz de esto se produjeron las huelgas de profesores y letrados de derecho anglosajón en octubre de 2016.

#### Huelga de profesores
Posteriormente a la huelga de los abogados, los profesores también fueron a la huelga en solidaridad con sus alumnos y en solidaridad con manifestaciones a mayor escala.

#### Movilizaciones ciudadanas
En octubre de 2011, con ocasión de la campaña a las elecciones presidenciales, los partidarios de separatismo anglófono organizaron una movilización en la ciudad de Buea, antigua capital del Camerún Meridional Británico. Los activistas fueron reprimidos por las fuerzas policiales y detenidos.
Asimismo circuló la noticia de que varios 'líderes civiles' de la huelga anglófona que tuvo lugar en enero de 2017 fueron detenidos. Durante una manifestación contra Paul Biya y su partido en el gobierno, la policía mató a balazos al menos a cuatro personas, dejando heridas a otras veinte.
El 1 de octubre de 2017, con ocasión de las manifestaciones organizadas en conmemoración de la independencia del Camerún anglófono del Reino Unido, se produjeron varios incidentes en los que la participación de soldados cameruneses habría arrojado un saldo de 8 muertos y varios heridos. El alcalde de Kumbo dijo que los soldados asesinaron a 5 reclusos de una prisión que habría empezado a arder en llamas. Las otras tres víctimas serían dos manifestantes y una mujer en su propia casa. En los días anteriores el gobierno habría bloqueado internet, ordenado el cierre de comercios, limitado el derecho de reunión, prohibido el movimiento de personas dentro de la zona anglófona y cerrado temporalmente la frontera con Nigeria, entre otras medidas de contención de las protestas.

## Respuesta del presidente Paul Biya
En su mensaje de año nuevo a la nación, Paul Biya se refirió a las manifestaciones y al problema anglófono (aunque sin usar dicha expresión explícitamente). Dijo lo siguiente:
Todas las voces que se levantaron han sido escuchadas. En muchos casos, éstas han traído a consideración asuntos relevantes que no pueden ignorarse. He emplazado al Gobierno a que entable un diálogo sincero con las distintas partes interesadas para hallar soluciones apropiadas a los problemas suscitados. Las exhorto a participar, con la mayor apertura de miras, en las distintas discusiones. Sin embargo no podemos perder de vista que seguimos las líneas marcadas por los próceres de nuestro país, nuestros héroes nacionales, que derramaron su sangre para legar a la posteridad una nación unida en su diversidad. La unidad del Camerún es, por tanto, un legado precioso con el cual no debemos permitirnos libertad alguna. Cualquier reivindicación, por relevante que sea, pierde su legitimidad en el momento en que pone en peligro, así sea mínimamente, la construcción de la unidad nacional. ¿Hace falta que repita esto? ¡Camerún es uno e indivisible! Así debe seguir siendo.

### Corte de internet
Sobre el 17 de enero de 2017 se informó que se había producido un bloqueo del servicio de internet en las principales ciudades de las regiones Noroeste y Sudoeste de Camerún en lo que muchos sospechan que podría tratarse de una estratagema del gobierno con el propósito de desorganizar y acabar con las movilizaciones anglófonas. el gobierno de Camerún sostiene que el bloqueo de la red tiene por objeto mantener la estabilidad social.